# UNO (gioco di carte)
UNO è un gioco di carte non collezionabili statunitense creato da Merle Robbin nel 1971 e prodotto dalla Mattel.
Il gioco UNO è venduto in 80 Paesi e ha raggiunto 150 milioni di copie vendute al mondo, con vendite di 17 mazzi al minuto. Ne sono state distribuite varie versioni speciali, associate a un tema preciso: esistono ad esempio il Barbie UNO, l'Harry Potter UNO, il I Simpson UNO, lo SpongeBob UNO e il Cars UNO. Ne sono state fatte anche delle trasposizioni per computer, come una versione giocabile in chat su IRC, una versione open source "Duo", una versione per Windows Live Messenger e Facebook. Le versioni per Xbox Live Arcade di Microsoft, quella per WiiWare (su Nintendo Wii) erano sviluppate dalla Gameloft, mentre per dispositivi mobili le licenze sono possedute dalla società cinese Mattel163.
La meccanica di base di UNO è mutuata da giochi tradizionali: in Italia, per esempio, è diffuso un gioco simile che in zone geografiche diverse ha regole diverse e nomi diversi, chiamandosi nei vari casi Dernier, Gnagno, Centouno, Ultima o Briscola russa. Giochi analoghi si ritrovano un po' in tutto il mondo, con vari titoli. Nei paesi anglosassoni è definita addirittura una categoria apposita per questi giochi, detti di shedding, di cui fanno parte, fra gli altri, Crazy Eights, Taki e Macau.

## Come giocare

### Le carte

La lista completa delle carte di UNO

All'interno della confezione sono contenute in totale 112 carte, così distribuite:
- 19 carte di colore rosso, di cui due serie numerate dall'1 al 9 ed uno 0
- 19 carte di colore blu, di cui due serie numerate dall'1 al 9 ed uno 0
- 19 carte di colore giallo, di cui due serie numerate dall'1 al 9 ed uno 0
- 19 carte di colore verde, di cui due serie numerate dall'1 al 9 ed uno 0
- 8 carte Cambia giro dei quattro colori sopracitati
- 8 carte Salta giro dei quattro colori sopracitati
- 8 carte Pesca due dei quattro colori sopracitati
- 4 carte Jolly o Cambia colore
- 4 carte Jolly pesca quattro o Cambia colore pesca quattro
- 4 carte personalizzabili, utilizzabili per creare nuove regole di gioco (una di queste 4 carte è la Jolly mescola carte o Cambia colore mescola carte[5]).

È possibile utilizzare più di un mazzo nel caso il numero dei giocatori sia molto alto.

### Obiettivo del gioco
Ogni volta che un giocatore per primo riesce a scartare tutte le carte che ha nella mano, ottiene punti in base alle carte rimaste in mano agli altri giocatori; il primo giocatore che raggiunge i 500 punti è il vincitore. Come modalità di vincita alternativa, il punteggio si calcola associando ad ogni giocatore i punti delle carte rimaste nella propria mano e si sommano i punti ad ogni round: quando un giocatore raggiunge i 500 punti, il giocatore con il punteggio più basso vince.

### Procedimento del gioco
Inizialmente viene scelto il mazziere tramite la seguente procedura: viene pescata una carta per giocatore ed il giocatore avente la carta col valore più alto (le carte Azione valgono 0) sarà il mazziere. Il mazziere mescola il mazzo e poi distribuisce sette carte a ciascun giocatore. La porzione di mazzo rimanente, detta mazzo di pesca, viene posata sul tavolo a dorso coperto, mentre la prima carta del mazzo di pesca viene girata, andando così a formare il cosiddetto mazzo di scarto. Nel caso in cui la carta girata è una carta Azione Jolly pesca quattro, essa deve essere inserita nuovamente nel mazzo in una posizione casuale del mazzo di pesca e il mazziere deve procedere a girare la carta successiva; l'operazione va ripetuta finché la carta girata non è una carta Azione Jolly pesca quattro. 
Il giocatore alla sinistra del mazziere comincia il gioco, ed i turni procedono in senso orario; se la prima carta del mazzo degli scarti è una carta azione, il suo effetto si applica immediatamente al primo giocatore, come se fosse stata scartata dal mazziere al termine del proprio turno, con le seguenti eccezioni:
- Cambia giro: inizia il mazziere, e il gioco procede in senso antiorario.
- Jolly o Jolly mescola carte: il primo giocatore decide il colore iniziale e continua regolarmente il proprio turno.
- Jolly pesca quattro: non è ammessa come carta iniziale; la carta viene ricollocata nel mazzo di pesca e una nuova carta iniziale pescata.

Ogni giocatore, durante il suo turno, deve scartare una delle proprie carte, dello stesso valore e/o colore di quella in cima al mazzo di scarto: per esempio, se la prima carta del mazzo di scarto è un 7 rosso, il giocatore può scartare una qualsiasi carta numerata di colore rosso oppure un 7 di qualsiasi colore. Alternativamente, il giocatore può usare una carta Azione; le carte Azione colorate devono anche loro essere compatibili con l'ultima carta del mazzo di scarto, avendo colore o simbolo uguale ad essa.
Se il giocatore non ha a disposizione carte adatte da scartare, deve pescarne una dal mazzo di pesca; se la carta pescata può essere giocata lo si può fare immediatamente, altrimenti si dichiara di passare il turno al giocatore successivo. Se si hanno a disposizione carte adatte da scartare non è obbligatorio farlo: se non si è ancora pescata nessuna carta nel proprio turno si può scegliere di non effettuare lo scarto e pescare una carta dal mazzo di pesca, mentre se, per qualsiasi motivo, si è già pescata una carta, si può giocarla oppure passare il turno. Non è consentito pescare una carta e poi giocarne un'altra diversa.
Se si arriva al punto in cui un giocatore preleva l'ultima carta del mazzo di pesca, il mazzo degli scarti viene mescolato e rovesciato per formare un nuovo mazzo di pesca; l'ultima carta del mazzo degli scarti precedente dà inizio ad un nuovo mazzo degli scarti.
Quando un giocatore rimasto con due carte in mano ne scarta una, rimanendo quindi con una sola carta in mano, deve pronunciare ad alta voce "UNO!" prima che il giocatore seguente inizi il suo turno. La parola deve essere detta comprensibilmente e non ammette varianti di nessun tipo (anche le traduzioni della parola che indica il numero 1 non sono consentite; i giocatori non italofoni utilizzano anch'essi "UNO!", con la pronuncia italiana).
Quando un giocatore scarta l'ultima carta che ha in mano, rimanendo quindi senza carte, vince la mano; non è necessario dichiarare a voce la vittoria. Si procede quindi al calcolo del punteggio conseguito, con gli altri giocatori che ottengono ("pagano") i punti corrispondenti ai valori delle carte rimaste loro in mano, con le carte Azione che valgono i seguenti punti: Cambia giro, Salta giro e Pesca due valgono 20 punti; Jolly e Jolly pesca quattro valgono 50 punti; le carte personalizzabili (e la carta Jolly mescola carte) valgono 40 punti. Nel caso in cui la chiusura della mano avvenga giocando un Pesca due o un Jolly Pesca quattro, il giocatore che avrebbe dovuto giocare dopo il vincitore deve prendere il numero di carte corrispondenti, che vengono tenute in conto per il calcolo del suo punteggio.

### Funzioni delle carteAzione
Le funzioni delle carte Azione sono le seguenti:
- carta Cambia giro: inverte la direzione di gioco (l'ordine dei turni dei giocatori) rispetto a come era al momento in cui la si gioca;
- carta Salta giro: il giocatore successivo deve saltare il proprio turno;
- carta Pesca due: il giocatore successivo deve pescare due carte e saltare il proprio turno;
- carta Jolly o Cambia colore: permette al giocatore di cambiare il colore delle carte da giocare, scegliendo uno tra i quattro colori disponibili (rosso, blu, giallo, verde), da dichiarare ad alta voce nel momento in cui la carta viene giocata; è compatibile con qualunque ultima carta del mazzo di scarto e può essere giocata sempre, a prescindere dalle altre carte che si possiedono;
- carta Jolly pesca quattro o Cambia colore pesca quattro: è la carta più potente, in quanto impone al giocatore successivo di pescare quattro carte e saltare il turno e consente a chi l'ha giocata di cambiare il colore del gioco, come la carta Jolly/Cambia colore; è compatibile con qualunque ultima carta del mazzo di scarto, ma può essere giocata solo se non si possiedono carte dello stesso colore dell'ultima scartata.
- carta Jolly mescola carte o Cambia colore mescola carte: ottenibile tramite le carte personalizzabili, quando viene giocata vengono prese le carte dalla mano di ogni giocatore, vengono mescolate, e ridistribuite ad uno a uno, a partire dal giocatore alla sinistra di colui che ha giocato questa carta (indipendentemente dal senso del gioco in quel momento), fino ad esaurire le carte; come la carta Jolly/Cambia colore, permette al giocatore di cambiare il colore delle carte, è compatibile con qualunque ultima carta del mazzo di scarto e può essere giocata a prescindere dalle altre carte che si possiedono.

### Penalità
- Se quando si rimane con una sola carta in mano ci si dimentica di esclamare "UNO!" o si pronuncia una parola sbagliata si devono pescare due carte di penalità dal mazzo di pesca, ma solo se un altro giocatore fa notare l'errore entro la fine del turno successivo. Non si incappa nella penalità se non si esclama "UNO!" e il giocatore successivo completa il proprio turno senza che nel frattempo nessuno se ne accorga.
- Se un giocatore viene scoperto mentre suggerisce a un altro quali carte giocare, deve pescare quattro carte di penalità dal mazzo di pesca.
- Se si sospetta che la carta Jolly pesca quattro/Cambia colore pesca quattro sia stata giocata bluffando, cioè che il giocatore che l'ha giocata non avrebbe potuto in quanto aveva anche delle carte dello stesso colore dell'ultima del mazzo di scarto, il giocatore che dovrebbe pescare le quattro carte può muovere verso il giocatore della carta un'accusa in tal senso, e quest'ultimo ha l'obbligo di mostrargli le proprie carte. Se la carta è stata giocata illegalmente è chi l'ha giocata a dover pescare quattro carte dal mazzo di pesca, mentre se la giocata era legittima il giocatore che ha mosso l'accusa deve pescare sei carte (le quattro che gli spettano a causa della giocata precedente più due di penalità per aver rallentato il gioco).

## Varianti del gioco

### Varianti non ufficiali
- Nel caso in cui un giocatore peschi una carta dal mazzo di pesca per un'assenza di carte giocabili (cioè se non possiede carte da scartare), se la carta pescata può combinarsi con le carte scartate in precedenza il giocatore può scartare a sua volta la carta senza passare il proprio turno.
- È possibile stabilire, all'inizio della partita, che quando si gioca una carta con il numero 0 ogni giocatore deve scambiare le proprie carte in mano con il giocatore alla propria sinistra.
- È possibile stabilire che quando un giocatore commette un errore di qualsiasi genere, ad esempio giocando una carta non compatibile con l'ultima scartata o facendosi cogliere impreparato quando è il suo turno, deve pescare due carte di penalità per aver rallentato lo svolgimento della partita.
- È possibile scartare al momento opportuno due o un numero qualsiasi di carte identiche per numero e per colore, mentre le carte Azione devono invece essere giocate una per volta.
- È possibile introdurre la variante del cosiddetto "anticipo": indipendentemente dalla posizione nel giro, un giocatore può scartare una carta uguale per numero e colore (è possibile anticipare anche con carte Azione) a quella che è sul banco, facendolo prima che colui cui toccherebbe giocare faccia la propria mossa. Dopo l'anticipo, il gioco riprende dal giocatore successivo all'anticipatore. Il giocatore, nell'atto di anticipare, deve esclamare "Anticipo!", e se l'anticipo risulta errato o non tempestivo (cioè se viene effettuato dopo che il giocatore che avrebbe dovuto giocare ha consumato il suo turno), il giocatore deve pescare due carte dal mazzo di pesca e riprendere quella giocata nel tentativo di anticipo. Ecco un esempio di anticipo in una partita a cinque giocatori, dove il giocatore 3 ha perso il turno dal momento che il 4 l'ha anticipato, continuando così il giro con il giocatore 5:
  - Giocatore 1: 7 giallo
  - Giocatore 2: 7 rosso
  - Giocatore 4: 7 rosso ("anticipo")
  - Giocatore 5: 2 rosso
- Mattel include normalmente in ogni mazzo delle carte con una delle due facce bianche oppure con il logo del gioco presente su entrambe le facce. Tali carte, di base, non servono al gioco, ma è possibile inserirle nel mazzo e sfruttarle per creare nuove regole, a discrezione dei giocatori. Questa regola non ufficiale prende spunto dal gioco di carte Solo, molto simile a UNO, in cui è possibile con delle carte speciali "rubare" il mazzo al proprio avversario. Nel gioco di UNO con la carta bianca un giocatore ha, appunto, "carta bianca" (cioè il permesso) di sostituire le proprie carte con quelle di un avversario a propria scelta. In questo caso, la carta bianca può essere usata in qualsiasi momento salvo che si rispetti il proprio turno. Il giocatore, invece, che non utilizza la carta bianca e rimane soltanto con essa dopo aver esclamato "UNO!" se ne libera al turno successivo vincendo la mano, sempreché nel frattempo un avversario non abbia utilizzato nei suoi confronti le carte Azione. La carta bianca, poi, rimasta comunque inutilizzata tra le mani di uno dei perdenti la mano, viene sommata con un punteggio pari a 40. È possibile utilizzare queste carte anche come carte Azione aggiuntive, ad esempio per far pescare un numero di carte a proprio piacimento al giocatore successivo.
- È possibile introdurre la variante cosiddetta Add it up. Se non si possiede nessuna carta identica per colore o numero a quella presente nel mazzo di scarto, è possibile sommare due carte dello stesso colore, possedute dal giocatore, per realizzare lo stesso numero di carta presente nel mazzo di scarto. Per esempio, se sul mazzo di scarto è presente un 9 rosso e un giocatore (che non possiede nessuna carta identica per colore o numero al 9 rosso, ma possiede le carte 5 verde e 4 verde) può (sommandole) scartarle entrambe. Questa regola non si applica, però, se le carte 5 verde e 4 verde (citate nell'esempio) rappresentano le ultime due carte del giocatore poiché in questo modo si aggirerebbe la regola fondamentale, cioè quella di esclamare "UNO!". Se l'Add it up è giocato bluffando (cioè quando il giocatore possiede in realtà una carta con colore o numero corrispondente a quello del mazzo scarti), e il giocatore del turno successivo muove un'accusa in tal senso, quest'ultimo ha l'obbligo di mostrargli le proprie carte. Se l'Add it up è stato giocato correttamente, il giocatore che ha mosso l'accusa deve pescare due carte dal mazzo di pesca, se altrimenti c'è stato il bluff, chi ha giocato illegalmente l'Add it up deve riprendersi le due carte appena giocate più prenderne altre due dal mazzo di pesca come penalità.
- È possibile in qualche modo emulare il gioco "UNO Boost" presente su Facebook (consiste nel giocare a UNO contro il computer la cui difficoltà sale avanzando di livello, e a questo scopo, è possibile servirsi delle Boost Cards, carte Azione che si acquistano e che si possono sostituire a quelle in gioco mettendo in difficoltà il computer) prelevando tutte le carte Azione da altri mazzi di carte da UNO e inserendole nel mazzo che si vuole usare per giocare.

### Varianti ufficiali

#### UNO Stacko
UNO Stacko è una variante di UNO che mixa le caratteristiche del gioco con quelle di Jenga, ed è forse la variante più famosa e diffusa. Consiste nel formare una torre composta da blocchi di plastica posti a tre a tre, gli uni sugli altri. Ci sono due versioni del gioco: la meno recente, contenente 45 blocchi di plastica di colori rosso, giallo, verde e blu (numerati da 1 a 4), fa uso di un dado che stabilisce l'ordine di gioco dei vari giocatori, e quale colore/numero deve essere estratto dalla torre. La versione più recente non fa uso di dadi; il colore/numero del blocco che va estratto è determinato da quello estratto dal giocatore precedente. La versione più recente conta inoltre nuovi blocchi: Pesca due, Inverti il giro, Salta giocatore, Cambia colore. Il vincitore sarà l'ultimo giocatore abile a non far cadere la torre nel proprio turno.

#### UNO Spin
UNO Spin è una variante di UNO contenente la Spin Card che, se giocata, costringe il giocatore che ha scartato la carta a sorte con l'ausilio di una ruota girevole, a prendere, scartare o scambiare carte a seconda dell'opzione che la ruota sceglierà.

#### UNO Extreme!
In UNO Extreme! compare uno smazzatore automatico a pile che si aggiunge al classico mazzo di pesca. Si aggiungono nuove carte: per esempio il x2 dove il giocatore successivo dovrà premere 2 volte lo smazzatore, il quale può rilasciare un numero casuale di carte che va da 0 a 8; la carta jolly con punto di domanda fa schiacciare il tasto della macchinetta di uno Extreme fin quando non escono le carte.

#### UNO All Wild!
In UNO All Wild! tutte le carte sono carte Jolly e quindi non si gioca per abbinamento di numeri e colori ma seguendo l'effetto delle varie carte. Le carte di questa versione sono:
- Jolly Cambio Colore: la carta più semplice del gioco che permette di cambiare il colore di gioco (anche se, giocando senza abbinamenti di numeri e colori, la scelta del colore è inutile);
- Jolly Cambio Giro: permette di invertire l'ordine di gioco;
- Jolly Salta Turno: permette di far saltare un turno al giocatore successivo;
- Jolly Salta Due: permette di far saltare un turno ai due giocatori successivi;
- Jolly Scambio Forzato: permette al giocatore che la gioca di scambiare la sua mano con quella di un giocatore a sua scelta (o di fare scambiare le mani di gioco tra due giocatori a sua scelta);
- Jolly Pesca +2: permette di fare pescare 2 carte al giocatore successivo, facendogli saltare il turno;
- Jolly Pesca +2 mirato: permette di fare pescare 2 carte a un giocatore a scelta;
- Jolly Pesca +4: permette di fare pescare 4 carte al giocatore successivo, facendogli saltare il turno.

#### UNO Flip
In UNO Flip si gioca con le regole del gioco classico ma la particolarità sta nella possibilità di usare entrambi i lati delle carte le quali presentano in un lato la versione classica (lato chiaro) e nell'altro una versione scura (lato oscuro). Il gioco introduce quindi una versione oscura e anche alcune novità nel gioco classico:
1. Nella versione tradizionale, la carta Pesca +2 è sostituita dalla carta Pesca +1. Allo stesso modo la carta Cambio colore e pesca +4 diventa Cambio colore e pesca +2;
2. È presente in entrambi i lati una nuova carta: la carta Flip. Se giocata durante la versione classica, trasporta il gioco nel lato oscuro; viceversa se giocata durante la versione oscura riporta il gioco nella versione classica;
3. Nel lato oscuro sono presenti 4 nuovi colori: rosa, arancione, turchese e viola;
4. Il lato oscuro presenta 3 carte nuove che assegnano penalità più aggressive:

- Pesca +5: obbliga il giocatore successivo a pescare 5 carte;
- Salta Tutti: permette a chi la gioca di bloccare tutti gli altri giocatori per un turno;
- Cambio Colore e Pesca Carte con cui chi la gioca sceglie il colore e il giocatore successivo deve pescare carte dal mazzo fin quando non trova una carta del colore scelto dal giocatore precedente.

#### UNO Flash
UNO Flash è l'edizione del classico gioco con molte altre caratteristiche.
La prima caratteristica fondamentale di quest'edizione è la macchinetta inclusa, che funziona a batterie, che ha varie funzioni. La prima è quella del timer: ogni giocatore ha a disposizione un determinato lasso di tempo per finire il proprio turno. Il tempo può essere impostato a 4 secondi, 6 secondi o senza tempo. Se non si riesce a scartare una carta o a passare il turno prima che il tempo si esaurisca si dovrà pescare due carte di penalità. Inoltre ogni giocatore possiede il proprio pulsante che deve essere premuto per passare il turno al prossimo giocatore. Inoltre, non c'è nessun ordine di gioco perché la macchinetta di UNO Flash decide chi è il prossimo giocatore in modo casuale (di conseguenza non c'è la carta Inverti). La carta chiamata SLAP è un'altra novità del gioco La carta SLAP è una carta con una mano: se il giocatore di turno posiziona una di queste carte deve premere anche il pulsante giallo con la scritta UNO presente sulla macchinetta. A questo punto tutti i giocatori, eccetto chi ha messo la carta SLAP, devono premere subito il proprio pulsante e l'ultimo che lo preme pesca 2 carte dal mazzo.
Per quanto riguarda la modalità a 2 giocatori, si devono impostare delle regole prima di iniziare il gioco.
Inoltre, dato che l'ordine del gioco è casuale, cambiano le regole per Pesca 2 e Jolly Pesca 4. Infatti, quando viene messa una di queste due carte, il giocatore che le deve pescare può essere anche il giocatore che l'ha messa nel caso la macchinetta scegliesse ancora lo stesso giocatore. Stesso ragionamento per la carta Salto (Skip).
Una differente modalità di gioco si chiama Pesca 2 e Pesca 4 Targeted (Scelta) che permette al giocatore che ha scartato una +2 o una Jolly +4 di scegliere chi dovrà pescare le 2 o le 4 carte tra gli altri giocatori.
UNO Flash è anche il nome con cui è conosciuto in Italia UNO Blitzo, un gioco elettronico ispirato a UNO.

#### UNO Flex
UNO Flex è una nuova edizione in cui al gioco tradizionale vengono aggiunte alcune nuove caratteristiche. Sono presenti sia carte tradizionali che carte flex (classiche da un lato e con un nuovo potere dall'altro) le quali, se usate, attivano nuovi effetti. Ogni giocatore possiede una carta del potere, la quale permette di usare il lato flex se attiva, altrimenti dovrà usare solo il lato classico. La carta del potere può essere riattivata se tutti i giocatori usano la propria (di conseguenza vengono tutte riattivate) oppure può essere influenzata da alcune carte. Le novità generali presenti in questa versione sono:
1. Carte del potere: se verdi, consentono di attivare il potere speciale delle carte, se rosse lo vietano. Una volta usato il potere, la carta diventa rossa e può tornare verde se tutti i giocatori usano la propria carta oppure tramite l'uso di specifiche carte.
2. Carte FLIP numerate: sono normali carte numerate con un simbolo flip accanto. Se giocate, costringono il giocatore che le ha giocate a girare la propria carta del potere (se verde diventa rossa e viceversa);
3. Carte Cambio Colore e FLIP: colui che gioca queste carte può scegliere un nuovo colore e obbliga tutti i giocatori (compreso sè stesso) a girare la carta del potere;
4. Carte FLEX: sono carte che hanno due effetti: nel lato superiore hanno l'effetto tradizionale, nel lato inferiore un nuovo effetto attivabile tramite la carta del potere. Nello specifico:

- le carte FLEX numerate sono bicolore e permettono al giocatore di abbinare il colore FLEX al colore di gioco nel mazzo degli scarti (se uguali) cambiando il colore di gioco dal giocatore successivo col colore primario della carta;
- le carte FLEX Cambio Giro diventano Cambio Giro e Salta Turno con cui il primo giocatore del nuovo ordine di gioco salta il proprio turno;
- le carte FLEX Salta Turno diventano Salta Tutti con cui il giocatore che la gioca blocca tutti gli altri ottenendo così un nuovo turno consecutivo;
- le carte FLEX Pesca +2 consentono di far pescare una carta a tutti i giocatori;
- le carte FLEX Cambio Colore hanno due effetti e, oltre alla scelta del nuovo colore, consentono di far pescare due carte o a tutti i giocatori o a un giocatore a scelta;
- le carte FLEX Pesca +4 consentono di far pescare 4 carte a un giocatore a scelta.

#### UNO Show 'em No Mercy
UNO Show 'em No Mercy è una nuova variante "spietata" del gioco in cui si aggiungono nuove carte con effetti molto penalizzanti. Le carte presentano bordi neri e dei graffi bianchi e sono molto più numerose rispetto alla versione classica. Oltre alle carte tradizionali, questa variante presenta le seguenti novità:
- Pesca +4: a differenza della versione classica, non permettono di cambiare il colore e quindi vanno abbinate al colore di gioco nel mazzo degli scarti;
- Salta Tutti: derivante dalla versione Flip, permette al giocatore di bloccare il turno a tutti gli altri in un colpo solo;
- Scarta Tutto: consente a chi la gioca di scartare tutte le carte di un colore nella propria mano ma ignorandone eventuali effetti (il colore deve essere uguale a quello della carta Scarta tutto);
- Passaggio 0: la carta numerata 0, una volta giocata, obbliga tutti i giocatori a scambiare la propria mano con quella del giocatore alla sinistra;
- Scambio 7: la carta numerata 7, una volta giocata, obbliga il giocatore a scambiare la propria mano con quella di un giocatore a sua scelta;
- Cambio Giro e Pesca +4: permette a chi la gioca di cambiare il colore e il giro di gioco, facendo pescare 4 carte al primo giocatore nell'ordine invertito;
- Pesca +6: permette a chi la gioca di cambiare il colore e fare pescare 6 carte al giocatore successivo;
- Pesca +10: permette a chi la gioca di cambiare il colore e fare pescare 10 carte al giocatore successivo;
- Roulette Colore: obbliga il giocatore successivo a scegliere un nuovo colore e pescare carte fino a quando non ne pesca una del colore da lui scelto.

Altre regole previste nel gioco sono:
- Obbligo di gioco: se non si hanno carte da abbinare per numero o colore agli scarti, si deve pescare fin quando non si ottiene una carta adatta;
- Senza pietà: chi ha 25 o più carte in mano, è eliminato dal gioco;
- Accumulo: è possibile accumulare le carte Pesca +2, +4, +6 e +10 ma solo se le carte sono pari o superiori a quelle giocate dal giocatore precedente.